# Carlos Bandeirense Mirandópolis

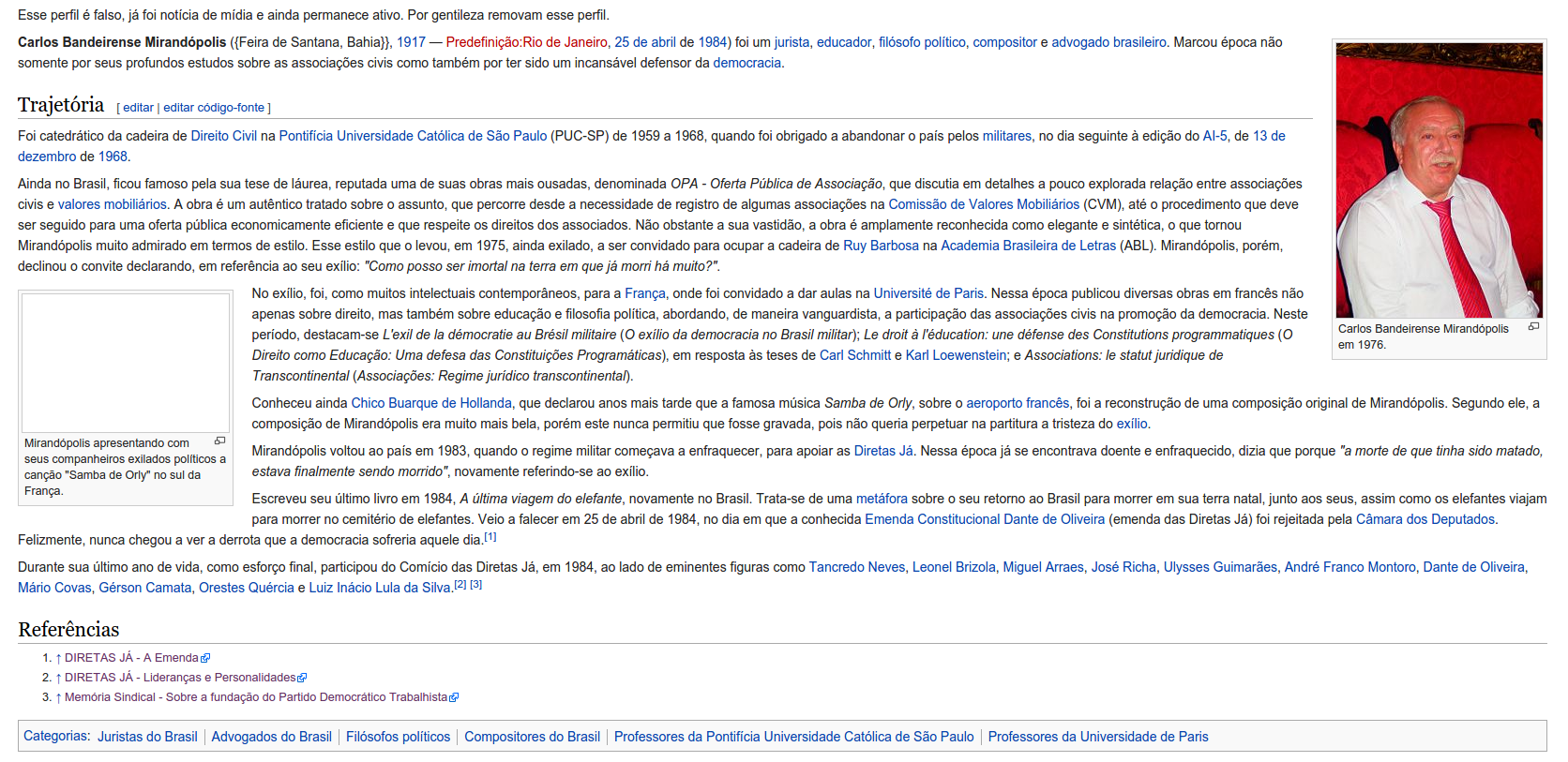
Imagem do artigo

Carlos Bandeirense Mirandópolis foi um artigo falso da Wikipédia em português. A página foi criada em 2010 por dois advogados que queriam enganar um estagiário, mas acabou por ser citado em uma decisão do Tribunal de Justiça do Rio de Janeiro (TJ-RJ), no documentário Diretas Já, e em um trabalho acadêmico de graduação. O artigo afirmava que Mirandópolis seria um jurista e professor brasileiro, que teria conhecido o compositor Chico Buarque, e participado das Diretas Já. A página foi eliminada em 2016, após uma reportagem publicada no G1 e exibida no canal televisivo GloboNews. O caso foi citado por professores como razão para tomar cuidado com as informações encontradas na Internet.

## Artigo
O artigo de Carlos Bandeirense Mirandópolis foi criado na Wikipédia em português em 16 de agosto de 2010 por dois advogados, Victor Nóbrega Luccas e Daniel Tavela Luís. Percebendo que era comum estagiários retirarem informações da Internet sem checagem, criaram o artigo para pregar uma peça em um deles. Eles pediram para que o estagiário fizesse uma pesquisa sobre a teoria da "Oferta Pública de Associação", que não existe. Para dar maior credibilidade à história, criaram o perfil de Mirandópolis, que seria o autor da tese. O artigo afirmava que Mirandópolis era jurista e professor catedrático da Faculdade de Direito da Pontifícia Universidade Católica de São Paulo (PUC-SP). Teria sido perseguido durante a ditadura militar brasileira e se exilado em Paris. Lá, teria conhecido o compositor Chico Buarque e inspirado sua composição "Samba de Orly". Depois, Mirandópolis teria retornado ao Brasil e atuado ativamente nas Diretas Já. O artigo continha uma foto que supostamente era de Mirandópolis, mas na realidade era do prefeito de Viena Michael Häupl.
Enquanto o boato não havia sido revelado, Mirandópolis foi citado como se realmente existisse no voto de uma desembargadora em decisão do Tribunal de Justiça do Rio de Janeiro (TJ-RJ), no documentário Diretas Já, e em um trabalho acadêmico de graduação.

## Revelação do boato
O boato foi revelado em 23 de fevereiro de 2016, através de uma reportagem publicada no G1 e exibida no canal televisivo GloboNews. A matéria procurou a PUC-SP, que disse nunca ter tido um professor com aquele nome, e também a assessoria de Chico Buarque, que disse não conhecer Mirandópolis. Além disso, procurou o TJ-RJ, que disse que a menção feita pela desembargadora teve como fontes a página do núcleo de memória da PUC do Rio de Janeiro (PUC-RJ) e o filme Diretas Já. Porém, a PUC-RJ disse que a informação não constava em seu site. A matéria do G1 foi também divulgada no jornal Migalhas. Victor Nóbrega disse que ficou surpreso com a repercussão do artigo: "A coisa tomou uma proporção que a gente nunca imaginava. Eu esperava aparecer em alguns blogs, mas não em uma fonte mais séria. Eu gargalhei. Mas, se é engraçado por um lado, é triste por outro, porque as pessoas não estão usando a internet corretamente".
Em sua matéria original, o G1 entrevistou professores para comentarem o caso, que, em geral, disseram que era necessário cuidado com as informações encontradas na Internet. No mesmo dia da publicação da reportagem, o artigo foi eliminado pelo administrador Leon Saudanha. No dia 24 de fevereiro, o G1 publicou comentários de Saudanha e da Fundação Wikimedia, que gerencia a Wikipédia, sobre o caso.

## Impacto e análise
Em 2017, o caso foi mencionado em uma tese de doutorado como exemplo de fake news jurídica e por professores da Universidade Presbiteriana Mackenzie em seu site, pedindo "cuidado com as fontes de pesquisa".
O advogado e jurista português João Taborda da Gama, escrevendo ao Diário de Notícias sobre o tema "Pode um juiz citar a Wikipédia?", citou Mirandópolis como exemplo para fundamentar sua opinião de que "depende muito do objetivo da citação, nunca podendo ser a fonte única de uma conclusão precisamente tendo em conta a mutabilidade e a fiabilidade da Wikipedia não serem absolutas".

### Caso posterior
Em 2023, o nome "Carlos Bandeirense Mirandópolis" foi usado como denunciante para abertura de um inquérito do Ministério Público do Estado de São Paulo (MP/SP) da cidade de Rio Claro, para apuração de gastos em viagem realizada por vereadores até o balneário do Guarujá. Questionado, o MP/SP disse que "a identidade do representante é indiferente, já que o MP apura os fatos e poderia atuar até mesmo de ofício".